# Urbano Navarrete
Urbano Navarrete Cortés (Camarena de la Sierra, 25 maggio 1920 – Roma, 22 novembre 2010) è stato un cardinale spagnolo.

## Biografia
Il 31 maggio 1952 fu ordinato presbitero dall'arcivescovo Federico Melendro Gutiérrez, S.I.
Professore di Diritto canonico, specializzato in Diritto matrimoniale, fu nominato nel 1980 rettore della Pontificia Università Gregoriana di Roma. Mantenne l'incarico fino al 1986.
Fu creato cardinale nel concistoro del 24 novembre 2007 da papa Benedetto XVI, ricevendo la diaconia di San Ponziano.
Era uno dei pochi cardinali viventi a non aver ricevuto anche l'ordinazione episcopale.
Si spense, all'età di 90 anni, il 22 novembre 2010 alle 8 del mattino a causa di un arresto cardiocircolatorio.
Le esequie si sono tenute il 24 novembre alle ore 11.30 all'Altare della Cattedra della Basilica di San Pietro. La santa messa è stata celebrata dal cardinale Angelo Sodano, decano del Collegio Cardinalizio. Al termine della celebrazione eucaristica, il Santo Padre Benedetto XVI ha rivolto la sua parola ai presenti e ha presieduto il rito dell'ultima commendatio e della valedictio. La salma è stata poi tumulata nel sacello dei gesuiti del cimitero del Verano.